# الجانب المشرق (فلم)
الجانب المشرق (بالإنجليزية: Shoulder Arms)، يعرف أيضا باسم (قصة حب بريئة في الحقول)، وهو فيلم كوميدي أمريكي صامت من عام 1919 سيناريو وإخراج وبطولة تشارلي تشابلن، تم إنتاجه في استوديو فيرست ناشيونال فيلم.

## طاقم التمثيل
- تشارلي تشابلن - عامل المزرعة
- إدنا بيرفيانس - حسناء القرية
- توم ويلسون - المدير
- هنري بيرغمان - والد إدنا
- أوليف ان ألكورن - حورية
- توم وود - الصبي السمين
- لويال أندروود - والد الصبي السمين
- تامي هاردينج بارلو - الراقص #3
- هيلين ماكدونو - الراقص

## وصلات خارجية
- الجانب المشرق على موقع IMDb (الإنجليزية)
- الجانب المشرق على موقع أول موفي (الإنجليزية)
- الجانب المشرق على موقع فيلمافينيتي (الإسبانية)
- الجانب المشرق على موقع قاعدة بيانات الفيلم (الإنجليزية)
- الجانب المشرق على موقع ليتربوكسد (الإنجليزية)
- الجانب المشرق على موقع كينوبويسك (الروسية)
- Sunnyside at أرشيف الإنترنت